# Frank Sullivan (montatore)
Frank Sullivan, all'anagrafe Franklin Starbuck Sullivan (Saint Paul, 7 febbraio 1896 – Woodland Hills, 30 settembre 1972), è stato un montatore statunitense, candidato per il Premio Oscar nel 1949.

## Biografia
Franklin Sullivan cominciò la carriera come montatore negli anni venti, lavorando per diversi classici del cinema americano, come Scandalo a Filadelfia, La donna del giorno, Furia e Giovanna d'Arco. Per quest'ultimo film, ottenne una candidatura all'Oscar per il montaggio.
Era sposato con Doris Sullivan, da cui ebbe due figli. Suo fratello, C. Gardner Sullivan, fu un noto sceneggiatore.

## Filmografia parziale
- Il torrente (Torrent), regia di (non accreditato) Monta Bell (1926)
- Come rubai mia moglie (The Girl Said No), regia di Sam Wood (1930)
- Il tesoro del fiume (Old Hutch), regia di J. Walter Ruben (1936)
- Sfida a Baltimora (Stand Up and Fight), regia di W. S. Van Dyke (1939)
- Il ritorno del lupo (Whistling in Dixie), regia di S. Sylvan Simon (1942)
- Giovanna d'Arco (Joan of Arc), regia di Victor Fleming (1948)